# كروسوناس (إراكليون)
كروسوناس أييا إيريني (Αγία Ειρήνη) هي مدينة في إراكليون في اليونان.
يبلغ عدد سكانها حوالي 833 نسمة.